# 高島平出入口
高島平出入口（たかしまだいらでいりぐち）は、東京都板橋区にある首都高速道路5号池袋線の出入口である。
上り方向 (竹橋JCT方面)の出入口のみ設置されているハーフインターチェンジである。
下り方向（さいたま方面）の出入口を三園陸橋付近に設置する計画がある。

## 接続する道路
- 国道17号新大宮バイパス
- 東京都道447号赤羽西台線（高島通り）
- 東京都道68号練馬川口線（笹目通り）

## 周辺
- 西高島平駅

## 隣
首都高速5号池袋線
(513)中台出入口 - (515)高島平出入口 - (517)戸田南出入口